# VS (ポルノグラフィティの曲)
「VS」（バーサス）は、ポルノグラフィティの楽曲。2019年7月31日にSME Recordsより50作目のシングルとしてリリースされた。

## 概要
前作『フラワー』から約7か月ぶり、CDシングルとしては『ブレス』から約1年ぶりのリリースとなる通算50作目のシングル。
表題曲「VS」は読売テレビ/日本テレビ系テレビアニメ『MIX』のオープニングテーマとして書き下ろされ、カップリングには「（9月のメジャーデビュー20周年を前に）今の自分たちの思いを書こう」というテーマをもとに制作された「プリズム」「一雫」が収録されている。
ジャケットのデザインはポルノグラフィティのメジャーデビュー20周年とデビュー作「アポロ」でも描かれたアポロ11号の月面着陸50周年にちなみ、アポロ11号の打ち上げをメンバー2人が観衆と共に見上げるシチュエーションが描かれている。

## リリース形態
初回生産限定盤（CD+DVD）、通常盤（CD）の2形態でのリリース。
初回生産限定盤には表題曲のMVを収録したDVDが付属するほか、「アニメ『MIX』×ポルノグラフィティ オリジナルイラスト野球カード」が封入されている。

## 収録曲
| #         | タイトル     | 作詞・作曲 | 編曲                                    | 時間  |
| --------- | ------------ | ---------- | --------------------------------------- | ----- |
| 1.        | 「VS」       | 新藤晴一   | 近藤隆史, 田中ユウスケ, Porno Graffitti | 4:13  |
| 2.        | 「プリズム」 | 岡野昭仁   | 近藤隆史, 田中ユウスケ, Porno Graffitti | 4:05  |
| 3.        | 「一雫」     | 新藤晴一   | 篤志, Porno Graffitti                   | 4:39  |
| 合計時間: | 合計時間:    | 合計時間:  | 合計時間:                               | 12:57 |

| #  | タイトル           | 作詞 | 作曲・編曲 | 監督       |
| -- | ------------------ | ---- | ---------- | ---------- |
| 1. | 「VS」(Video Clip) |      |            | 大久保拓朗 |

## 楽曲解説
1. VS
読売テレビ/日本テレビ系テレビアニメ『MIX』第2クールオープニングテーマ
  - テレビアニメ『MIX』のオープニングテーマとして書き下ろされた楽曲で、"過去の自分"と"現在の自分"との対比をVS（バーサス）という切り口で表現している[2][5]。
  - メンバーは共に"あだち充チルドレン"を公言しており[2][4]、詞曲を手掛けた新藤は普段のタイアップソング制作では資料を読み込まないというが、今回に限っては原作を一気に最後まで読んだと振り返っている[5]。また、歌詞中には『MIX』の登場人物の名前が散りばめられており[注釈 3]、「プッシュプレイ」や「ダイアリー 00/08/26」といった自身が作詞を手掛けた楽曲を意識したフレーズも登場する[8]。
  - MVは岡野と新藤が別の場所から歩き始め、最終的にライヴハウスに合流するというもので、左右の画面がそれぞれワンカットの映像となっている[9]。道中では岡野が通りかかった子供たちに食べかけのクレープを取られたり、新藤が知り合い役の阪井一生（flumpool）に出会ったりするといった細かな仕掛けがある[9][10]。撮影はメンバーが上京したての頃に住んでいた下北沢で行われ[11]、最後に岡野と新藤が合流するライヴハウス・CLUB251は上京後初ライヴを行った会場である。
  - 『20th Anniversary Special LIVE "NIPPONロマンスポルノ'19 〜神vs神〜"』（2019年9月7日・8日）ではラストナンバーを飾り[12]、オープニングナンバーで披露された「プッシュプレイ」の"あのロッカー まだ闘ってっかな？"という1フレーズと繋がりを持たせた演出[動画 1][動画 2]が成された[12][13]。
2. プリズム
  - 岡野が詞曲を担当しており、ポルノグラフィティの進むべき道を指し示してくれたファンやスタッフに対する「今の思い」「20年分の感謝の気持ち」が綴られている[14]。
  - 曲自体は2017年頃から存在し、本作への収録にあたりアレンジが大きく変更された[14]。
3. 一雫
第37回全国都市緑化ひろしまフェア『ひろしまはなのわ2020』公式テーマソング
  - 新藤が詞曲を担当しており、「（自身が）ポルノグラフィティに対してこれまでも、今も、そしてこれからも思い続けるであろうこと」が綴られている[14]。
  - 曲中には新藤のラップパートがあるが、岡野はデモ曲を聴いた段階でてっきり自分が歌うパートだと思いこみ、必死に練習したと振り返っている[14]。
  - 大サビでは「ダイアリー 00/08/26」の歌詞を引用していることから、「ダイアリー」というタイトル案[注釈 4]もあった[14]。

## Guest Musicians
1. VS
  - Drums：坂田学
  - Bass：スティング宮本
  - Apf：皆川真人
  - Programing&All Other Instruments：近藤貴史,立崎優介,田中ユウスケ（agehasprings）
2. プリズム
  - Drums：坂田学
  - Bass：山口寛雄
  - Programing&All Other Instruments：近藤隆史,田中ユウスケ
3. 一雫
  - Bass,Programing&All Other Instruments：篤志

## 収録作品
| タイトル | 収録作品 |
| -------- | --- |
| VS       | - アルバム - 12thアルバム『暁』 - ミュージックビデオ - ライヴDVD/BD『18thライヴサーキット "暁" Live at NIPPON BUDOKAN 2023』 - ライヴ映像 - ライヴDVD/BD『ポルノグラフィティ20th Anniversary Special Live Box』 - 51stシングル『テーマソング』 - ライヴDVD/BD『18thライヴサーキット "暁" Live at NIPPON BUDOKAN 2023』 - ライヴ音源 - ライヴアルバム『"NIPPONロマンスポルノ'19〜神vs神〜" DAY1 (LIVE)』 - ライヴアルバム『"NIPPONロマンスポルノ'19〜神vs神〜" DAY2 (LIVE)』 |
| プリズム | - ライヴ映像 - ライヴDVD/BD『18thライヴサーキット "暁" Live at NIPPON BUDOKAN 2023』 |
| 一雫     | - ライヴ映像 - 51stシングル『テーマソング』 |